# Mustafa Barghouti
Mustafa Barghouti, em árabe: مصطفى البرغوثي, translit. Muṣṭafā al-Barġūṯī (Jerusalém, 1 de janeiro de 1954), é um médico e ativista político palestino, secretário geral da Iniciativa Nacional Palestina, partido político que se apresenta como alternativa às facções existentes — Hamas e Fatah. Atualmente vive em Ramallah.
Formado em medicina na União Soviética e em Jerusalém, Barghouti graduou-se também em administração, na Universidade Stanford.
Em 1979, fundou a União dos Comitês de Assistência Médica Palestinos, uma ONG que provê assistência médica e serviços correlatos na Cisjordânia e na Faixa de Gaza. Em 1989, Barghouti foi um dos fundadores do Health, Development, Information and Policy Institute, organização que representa uma aliança entre 90 organizações comunitárias palestinas. 
Barghouti foi candidato à presidência da Autoridade palestina em 2005, obtendo 19% dos votos e a segunda colocação — depois do Fatah de Mahmoud Abbas.